# Krzysztof Rządca
Krzysztof Rządca – polski informatyk, doktor habilitowany nauk matematycznych. Specjalizuje się w analizie funkcjonalnej, szeregowaniu zadań, systemach rozproszonych i równoległych oraz algorytmicznej teorii gier. Adiunkt Instytutu Informatyki Wydziału Matematyki, Informatyki i Mechaniki Uniwersytetu Warszawskiego.

## Życiorys
Studia informatyczne z wynikiem celującym ukończył na Wydziale Elektroniki i Technik Informacyjnych Politechniki Warszawskiej w 2004. Jego praca magisterska pt. Data clustering algorithms zdobyła II nagrodę w konkursie Polskiego Towarzystwa Informatycznego. W czasie studiów na Politechnice rok akademicki 2002-2003 spędził na Uniwersytecie w hiszpańskiej Walencji w ramach programu Erasmus. Studia doktoranckie odbywał w Polsko-Japońskiej Akademii Technik Komputerowych oraz jednocześnie we francuskim Institut National Polytechnique de Grenoble (INPG). Polsko-francuski dyplom doktorski uzyskał w 2008 na podstawie pracy pt. Resource Management Models and Algorithms for Multi-Organizational Grids, przygotowanej pod kierunkiem Franciszka Seredyńskiego oraz Denisa Trystrama z INPG. 
Staż podoktorski odbył na singapurskim Nanyang Technological University w zespole prof. Anwitamana Datty (2008-2010). W 2010 został zatrudniony na Wydziale Matematyki, Informatyki i Mechaniki UW, gdzie habilitował się w 2015 na podstawie oceny dorobku naukowego i rozprawy pt. Zarządzanie zasobami w systemach rozproszonych organizacyjnie.
Swoje prace publikował w takich czasopismach jak m.in. „IEEE Transactions on Parallel and Distributed Systems”, „Concurrency and Computation: Practice and Experience”, „ACM Transactions on Autonomous and Adaptive Systems”, „European Journal of Operational Research”, „Electronic Commerce Research and Applications” oraz „CoRR”.
Wielokrotnie nagradzany i wyróżniany, m.in. Google Faculty Research Award (2015).